# Mellikon
Mellikon é uma comuna da Suíça, situada no distrito de Zurzach, no cantão de Argóvia. Tem 2,70 km² de área e sua população em 2018 foi estimada em 224 habitantes.